# Dmitri Mișcenko
Dmitri Mișcenko (în rusă Дмитрий Мищенко; n. 26 octombrie 1901, Parcani, raionul Slobozia, Nistrenia – d. 1982) a fost un om de stat sovietic moldovean, Erou al Muncii Socialiste (1957).

## Biografie
S-a născut în satul Parcani din ținutul Tiraspol, gubernia Herson, Imperiul Rus (actualmente în Transnistria, Republica Moldova). 
A lucrat ca maistru al unei brigăzi de recoltare a legumelor, din 1934, ca președinte. A luptat în Al Doilea Război Mondial.
Începând cu 1951, a muncit în ferma colectivă „Lenin” din Parcani. Pentru performanța ridicată a fermei în anii 1955-1956, a primit titlul de Erou al Muncii Socialiste în 1957.
A fost distins, de asemenea, cu două ordine Lenin și o medalie. A fost ales deputat al Sovietului Suprem al RSSM.
S-a pensionat în 1968. A murit în 1983.